# Lavandeira
Lavandeira ist ein Ort und eine ehemalige Gemeinde (Freguesia) im portugiesischen Kreis Carrazeda de Ansiães. Die Gemeinde hatte 162 Einwohner (Stand 30. Juni 2011).
Am 29. September 2013 wurden die Gemeinden Lavandeira, Beira Grande und Selores zur neuen Gemeinde União das Freguesias de Lavandeira, Beira Grande e Selores zusammengeschlossen. Lavandeira ist Sitz dieser neu gebildeten Gemeinde.

## Persönlichkeiten
- José Carlos Sousa Cardoso (* 1937), Radrennfahrer